# Isaak Davies
Isaak James Davies (Aberdare, 25 settembre 2001) è un calciatore gallese, attaccante del Cardiff City.

## Carriera

### Club
Cresciuto nel settore giovanile del Cardiff City, il 14 febbraio 2021 firma il primo contratto professionistico con i Bluebirds, di durata biennale. Esordisce in prima squadra il 23 ottobre seguente, nella partita di campionato persa per 0-2 contro il Middlesbrough; il 3 marzo 2022 prolunga fino al 2025. Il 2 agosto 2023 viene ceduto in prestito al Kortrijk.

### Nazionale
Ha giocato nelle nazionali giovanili gallesi Under-15, Under-16, Under-17, Under-19, Under-20 ed Under-21.

## Statistiche

### Presenze e reti nei club
Statistiche aggiornate al 9 marzo 2024.
| Stagione            | Squadra             | Campionato          | Campionato | Campionato | Coppe nazionali | Coppe nazionali | Coppe nazionali | Coppe continentali | Coppe continentali | Coppe continentali | Altre coppe | Altre coppe | Altre coppe | Totale | Totale |
| Stagione            | Squadra             | Comp                | Pres       | Reti       | Comp            | Pres            | Reti            | Comp               | Pres               | Reti               | Comp        | Pres        | Reti        | Pres   | Reti   |
| ------------------- | ------------------- | ------------------- | ---------- | ---------- | --------------- | --------------- | --------------- | ------------------ | ------------------ | ------------------ | ----------- | ----------- | ----------- | ------ | ------ |
| 2021-2022           | Cardiff City        | FLC                 | 28         | 2          | FACup+CdL       | 2+0             | 1+0             | -                  | -                  | -                  | -           | -           | -           | 30     | 3      |
| 2022-2023           | Cardiff City        | FLC                 | 10         | 1          | FACup+CdL       | 2+0             | 0               | -                  | -                  | -                  | -           | -           | -           | 12     | 1      |
| Totale Cardiff City | Totale Cardiff City | Totale Cardiff City | 38         | 3          |                 | 4               | 1               |                    | -                  | -                  |             | -           | -           | 42     | 4      |
| 2023-2024           | Kortrijk            | D1                  | 25         | 7          | CB              | 2               | 0               | -                  | -                  | -                  | -           | -           | -           | 27     | 7      |
| Totale carriera     | Totale carriera     | Totale carriera     | 63         | 10         |                 | 6               | 1               |                    | -                  | -                  |             | -           | -           | 69     | 11     |